# Heinz Hartmann (Fußballspieler, 1920)
Heinz Hartmann (* 11. Juni 1920) war Fußballspieler in der DDR-Oberliga, der höchsten Liga im DDR-Fußball. Von 1950 bis 1954 war er dort für die Betriebssportgemeinschaft (BSG) Motor Zwickau aktiv.

## Sportliche Laufbahn
Als Zugang beim amtieren DDR-Meister Motor Zwickau begann der 30-jährige Heinz Hartmann 1950/51 seine Laufbahn in der DDR-Oberliga. Beim 17. Punktspiel der Zwickauer kam Hartmann zum ersten Mal zum Einsatz. In der Begegnung Zwickau – Aktivist Brieske-Ost spielte er auf der halbrechten Sturmseite und erzielte beim 8:1-Sieg sein erstes Oberligator. Mit Unterbrechungen folgten sieben weitere Punktspieleinsätze und zwei weitere Tore. 1951/52 und 1952/53 wurde Hartmann jeweils zu Saisonbeginn nur zwei- bzw. einmal in der Oberliga aufgeboten. Wieder als Stürmer eingesetzt, blieb er ohne Torerfolg. In der Spielzeit 1953/54 erlebte er noch einmal ein Comeback mit vier Spielen im Mittelfeld und fünf Einsätzen im Angriff. In der Begegnung Rotation Dresden – Motor Zwickau (2:2) schoss er sein viertes und letztes Oberligator. Nach dem Ende der Saison beendete Heinz Hartmann seine Karriere im leistungsorientierten Fußball.